# Sinagoga de Luis de Torres
La Sinagoga de Luis de Torres (en anglès: Freeport hebrew congregation) és l'única sinagoga en l'arxipèlag i la nació de les Bahames. El nom de Luis de Torres, li va ser assignat per un jueu convers al catolicisme que va navegar amb Cristóbal Colón al nou món, es troba entre dues esglésies a la ciutat de Freeport.